# Krushynka
Krushynka  (ucraniano: Крушинка) es una localidad del Raión de Vasylkiv en el Óblast de Kiev de Ucrania. Según el censo de 2001, tiene una población de 347 habitantes.

## Economía

### Gallery

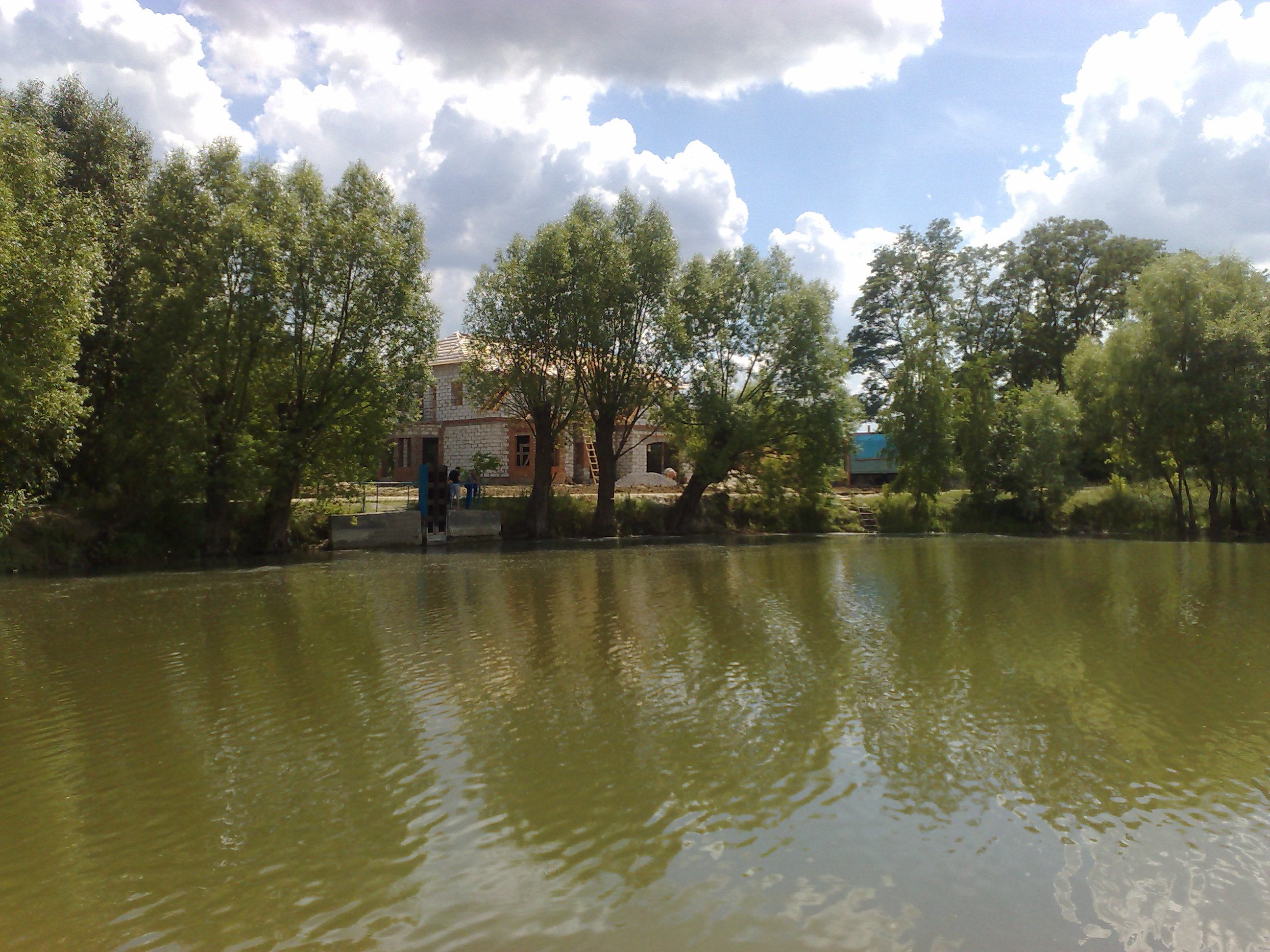
Ryabenkove, 2008.

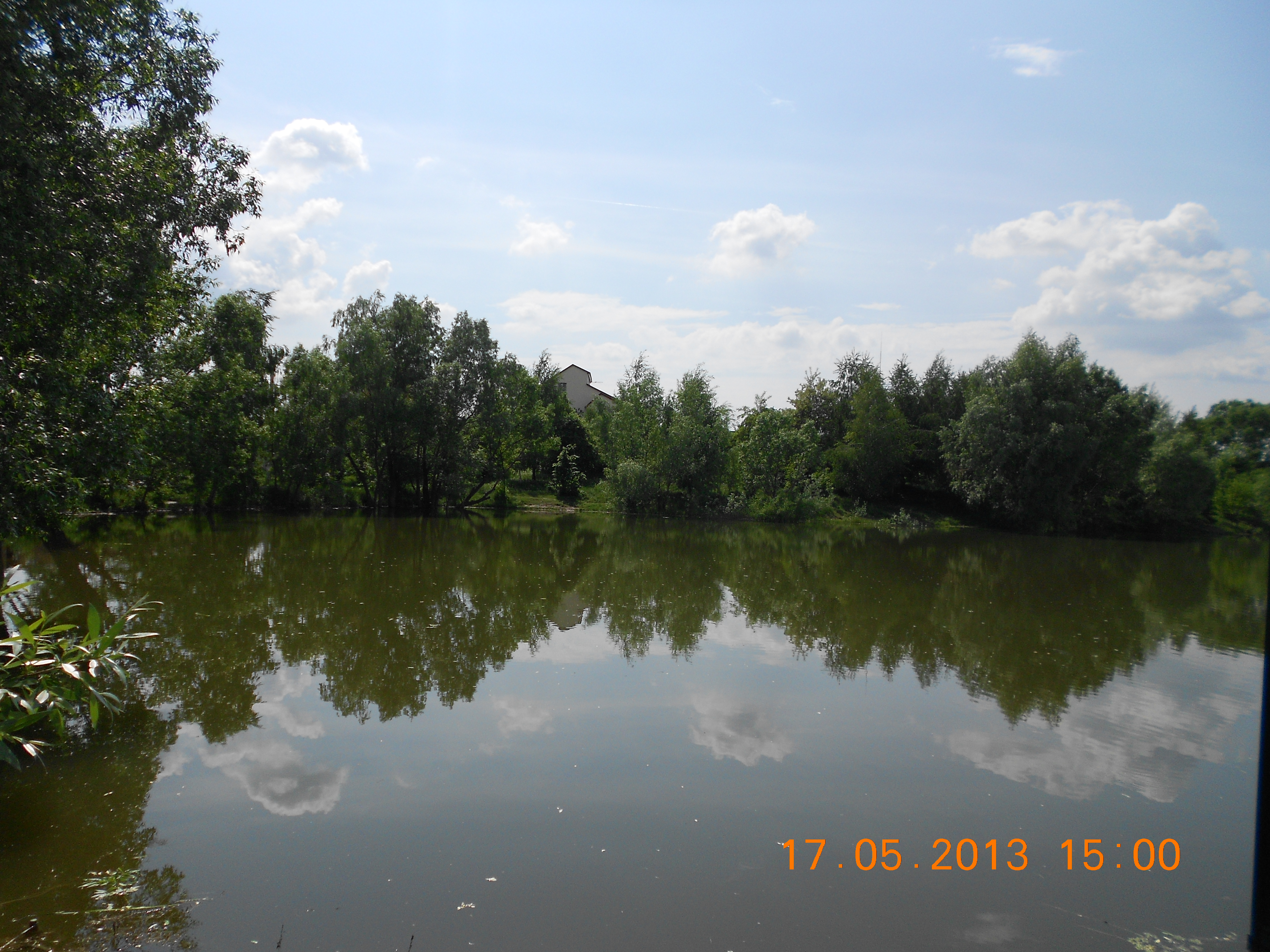
Ryabenkove, 2013
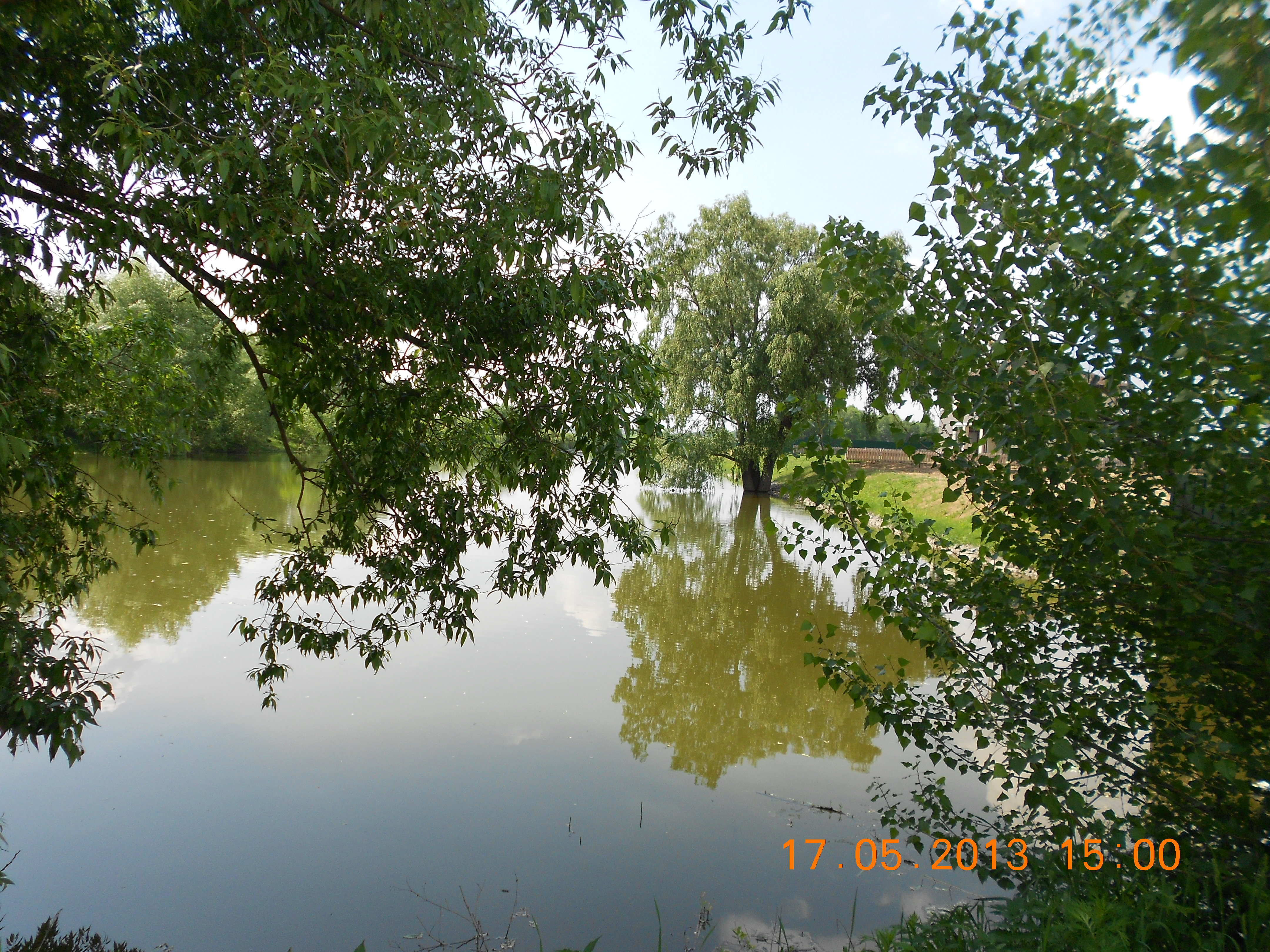
Ryabenkove, 2013
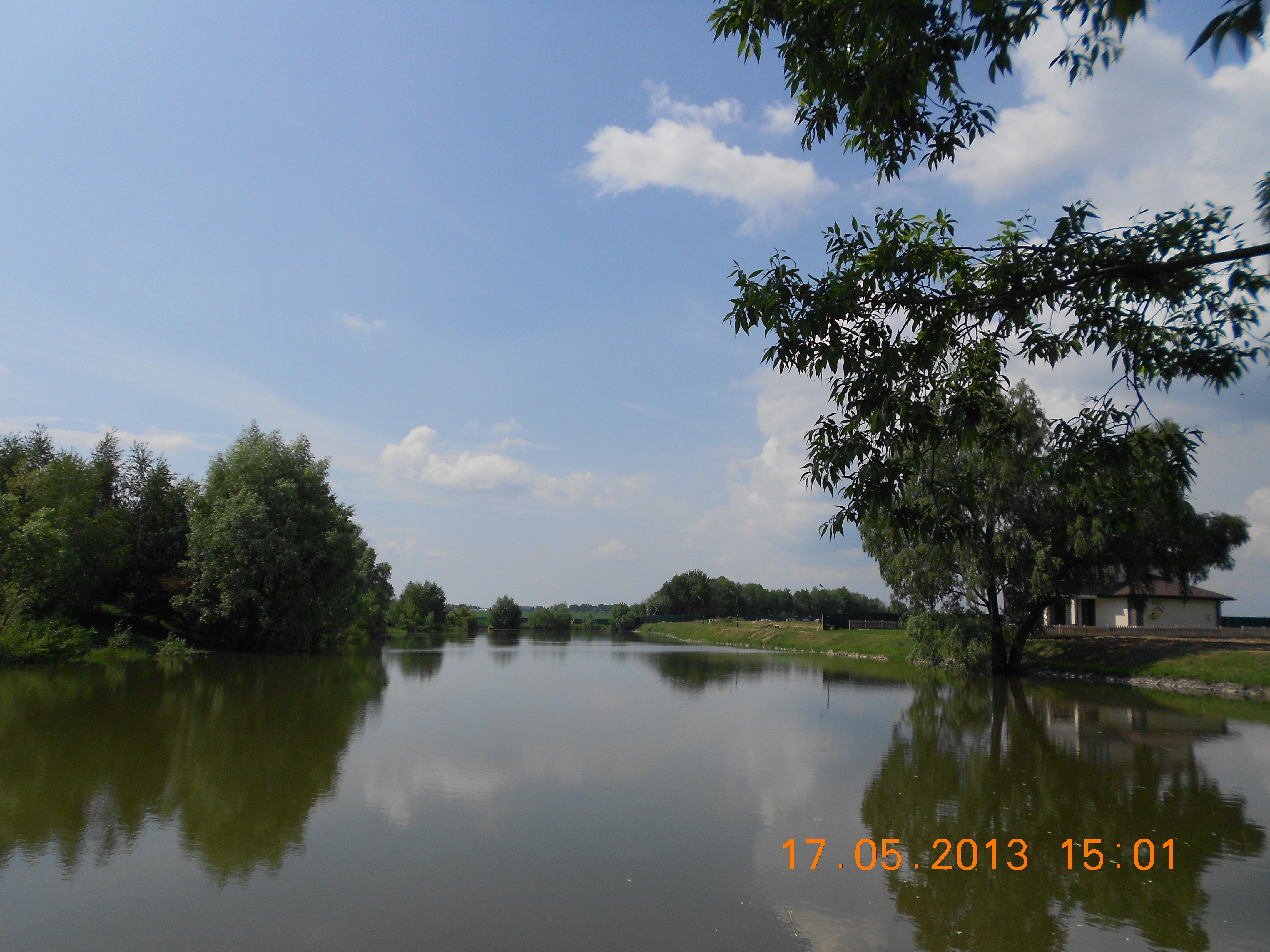
Ryabenkove, 2013
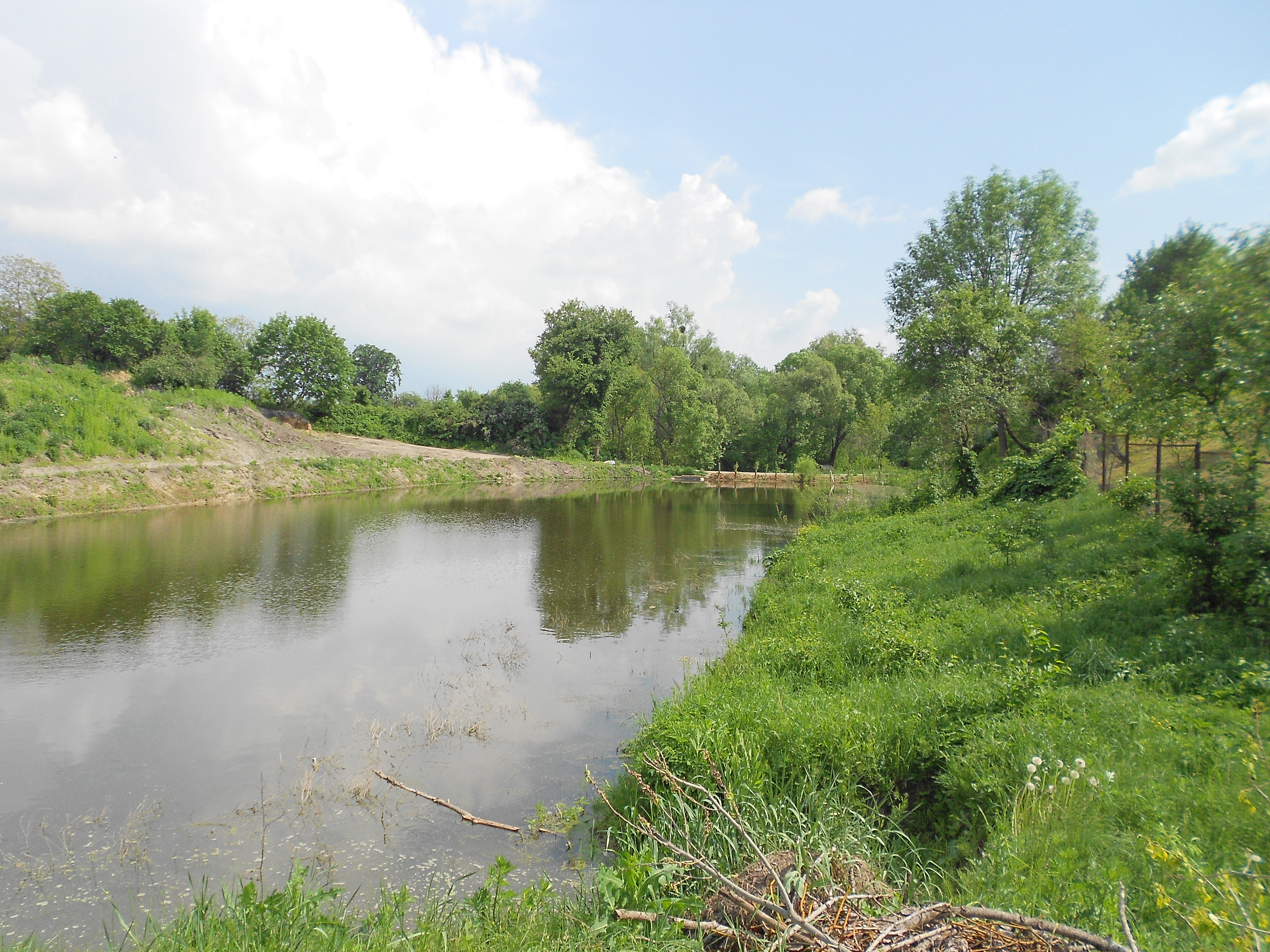
ShkilnyiStavok-2, 2013
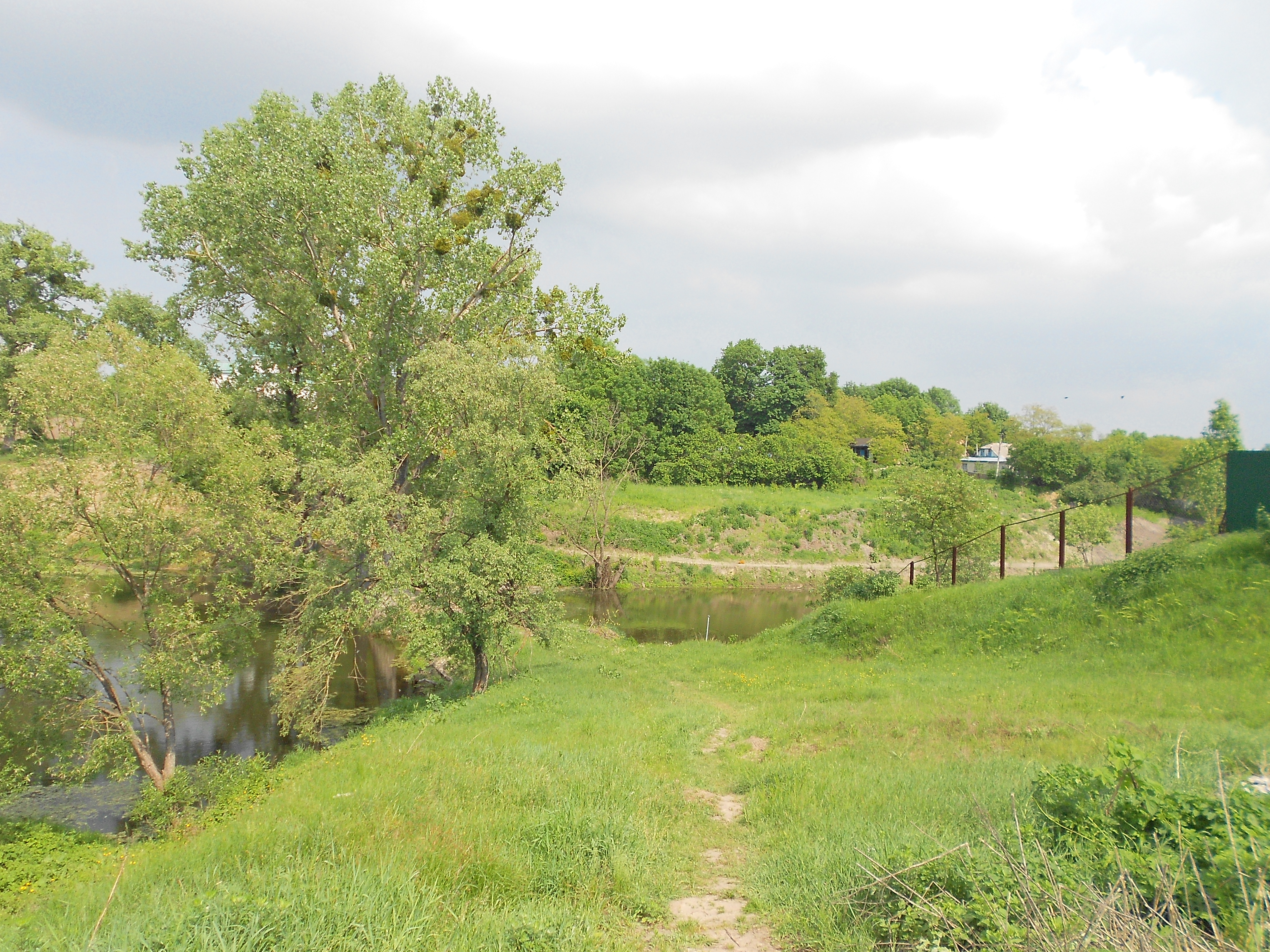
ShkilnyiStavok, 2013
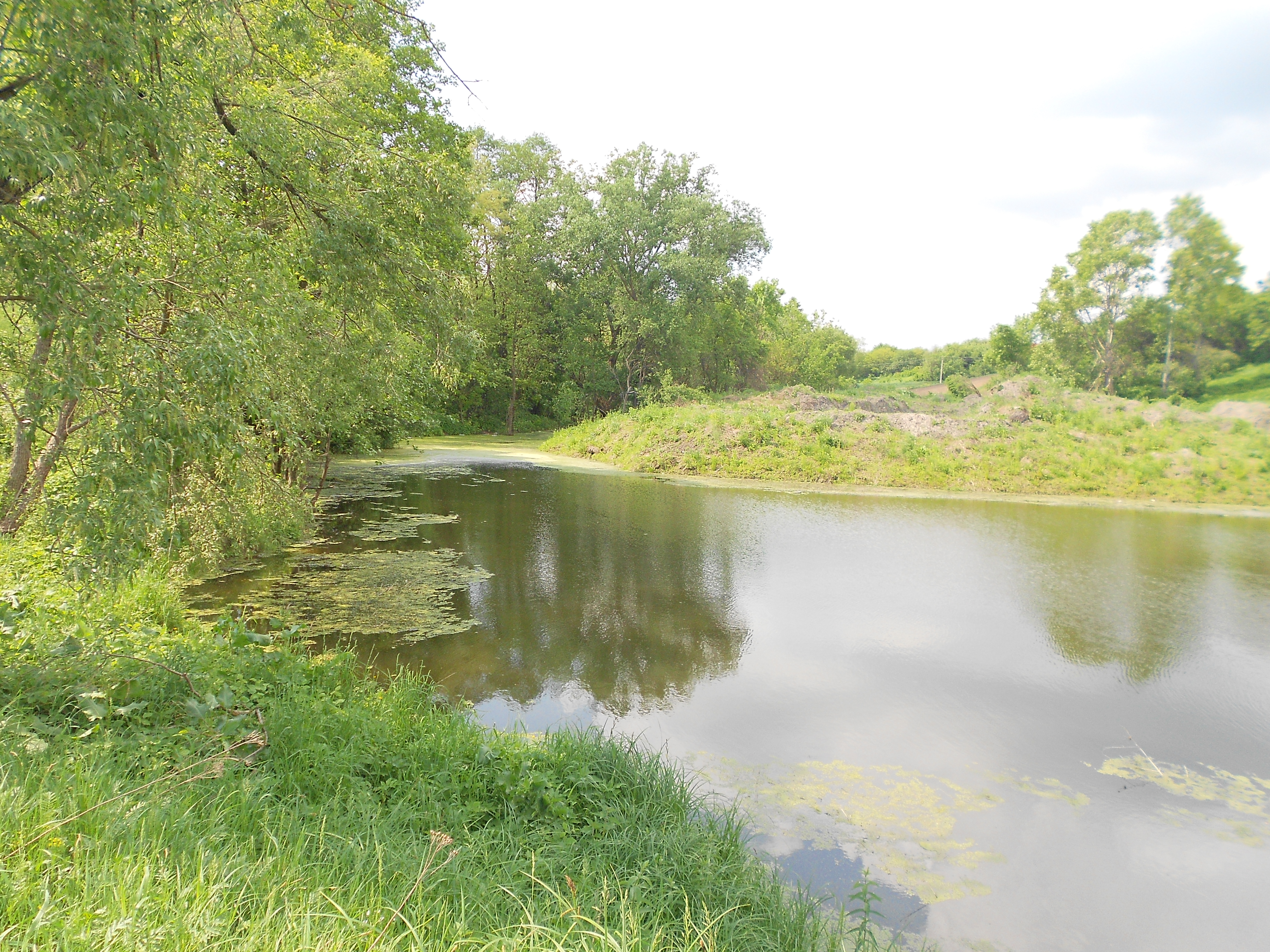
ShkilnyiStavok, 2013
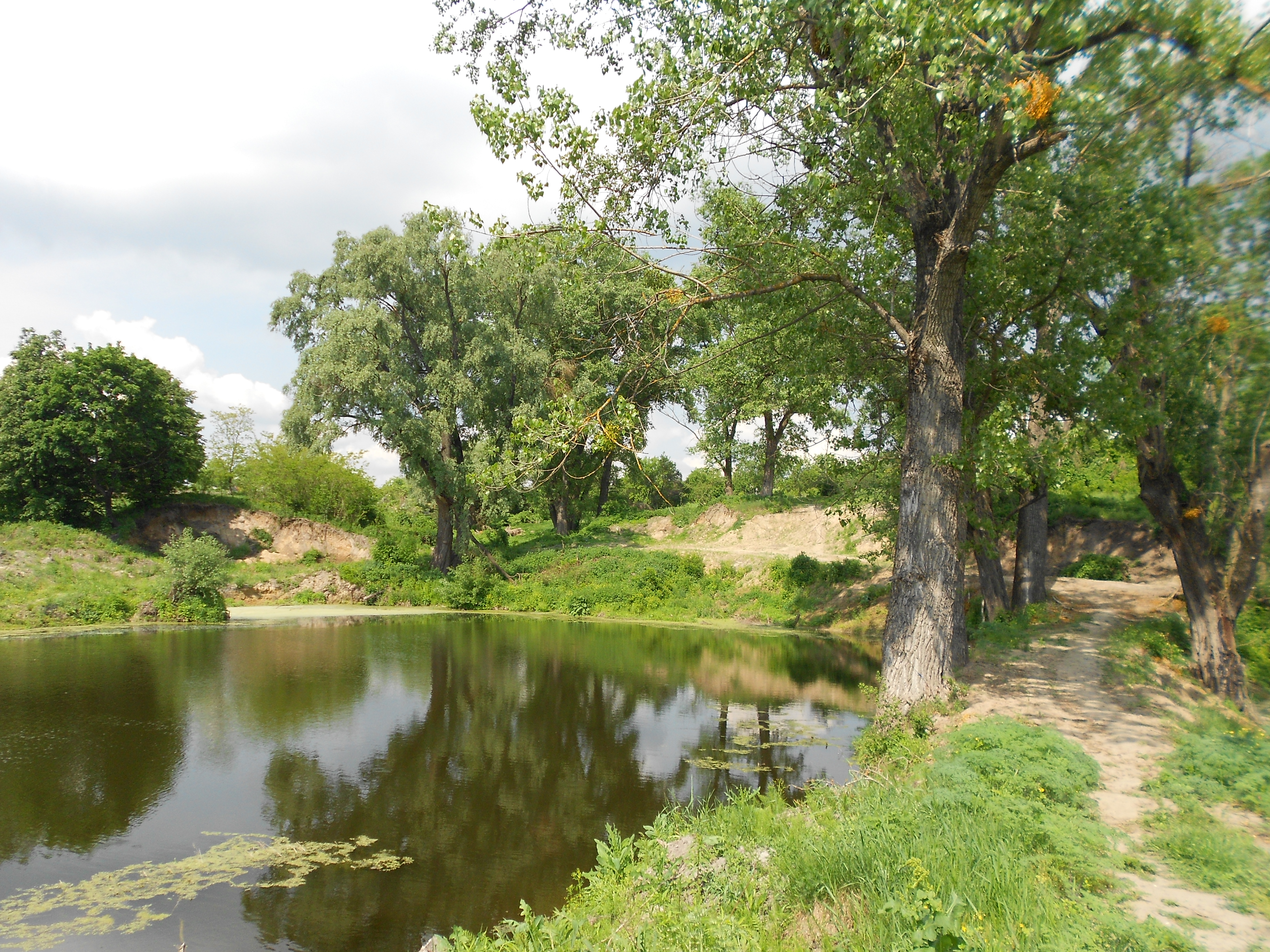
ShkilnyiStavok, 2013
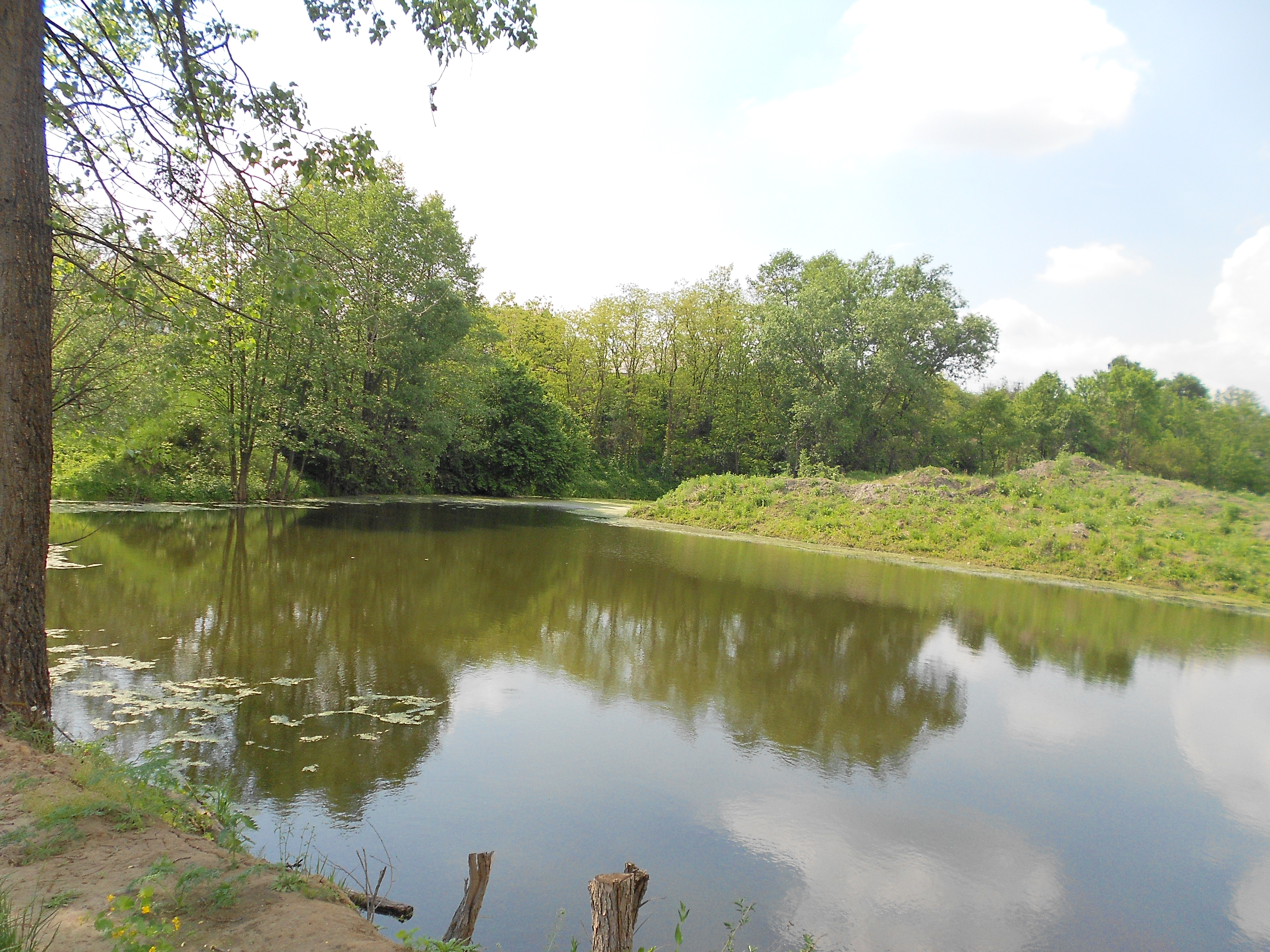
ShkilnyiStavok, 2013
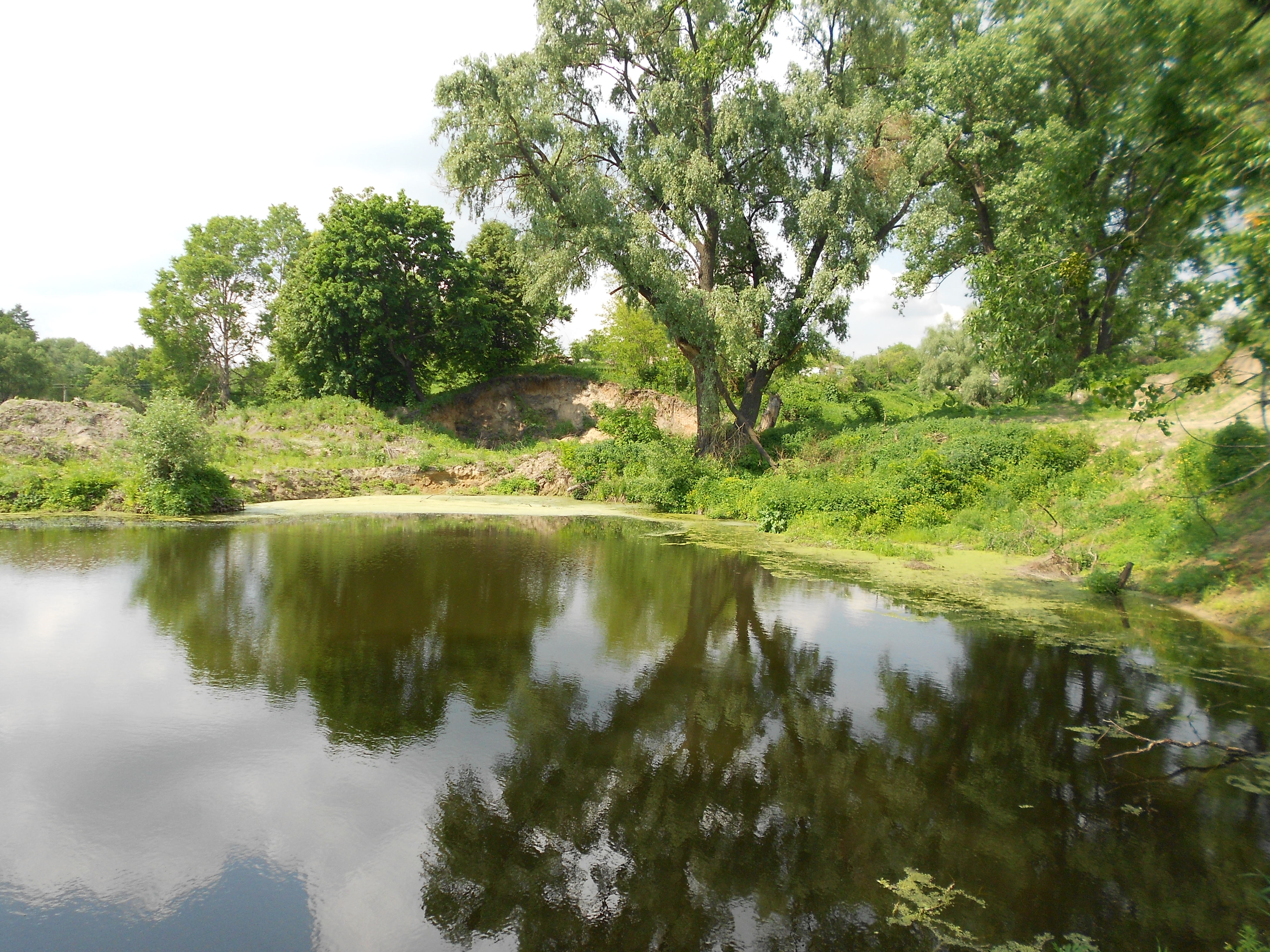
ShkilnyiStavok, 2013